# 항구의 니쿠코짱!
《항구의 니쿠코짱!》(일본어: 漁港の肉子ちゃん, 영어: Fortune Favors Lady Nikuko)은 2021년에 개봉한 일본의 가족, 애니메이션, 드라마, 코미디 영화이다. 니시 카나코가 지은 같은 이름의 소설을 바탕으로 한다.
 와타나베 아유무가 감독을 오오시마 사토미가 각본을 맡았다.
 일본은 2021년 6월 11일에 대한민국은 2023년 4월 27일에 개봉되었다.

## 출연진

### 주연
- 오타케 시노부 - 니쿠코 목소리 역
- 코코미 - 키쿠코 목소리 역

### 조연
- 하나에 나츠키 - 니노미야 목소리 역
- 나카무라 이쿠지 - 삿산 목소리 역
- 이시이 이즈미 - 마리아 목소리 역
- 야마니시 아츠시 - 젠지 목소리 역
- 야소다 유이치 - 수족관 아저씨 목소리 역
- 시모노 히로 - 도마뱀 / 도마뱀붙이 목소리 역
- 마츠코 디럭스 - 다리시아 목소리 역
- 요시오카 리호 - 미우 목소리 역